# バウド・カンディド・デ・オリベイラ・フィリョ
バウド・カンディド・デ・オリベイラ・フィリョ（Valdo Cândido de Oliveira Filho、1964年1月12日 - ）は、ブラジル・サンパウロ州シデロポリス出身の元サッカー選手、サッカー指導者。ポジションはミッドフィールダー（ミッドフィールダー）。所属したどのチームにおいても信頼され頼りにされたゲームメーカであった。

## 経歴
ブラジル代表として1986、1990と、2度のワールドカップに中心選手として出場、しかし1990年大会の決勝トーナメント1回戦でアルゼンチンに0-1と敗れ、戦犯扱いを受けた一人となった。1989年のコパ・アメリカでは優勝、ブラジル代表では通算45試合4ゴールの成績を残した。その他1988年にはソウルオリンピックにも出場、シルバーメダルを手にした。
1987-88シーズンからSLベンフィカに移籍、ここでは2度のリーグ制覇を果たし、1989-90シーズンにはUEFAチャンピオンズカップ決勝に進出したが、ACミランに0-1と敗れ、準優勝に終わった。
1991-92シーズンからパリ・サンジェルマンに移籍し4シーズンプレー、ここでは1993-94シーズン、30試合に出場し、リーグ・アンの優勝に貢献した。また2度のクープ・ドゥ・フランスなどのタイトルも獲得した。
1997年のセカンドステージから名古屋グランパスでプレー、名古屋ではドラガン・ストイコビッチと息の合ったプレーを見せた。また、若手選手への助言などピッチ内外でチームに貢献していた。8月20日横浜フリューゲルス戦でJリーグ初ゴール。1998年5月9日のファーストステージ12節で横浜マリノス戦に出場してゴールを決めた試合が名古屋での最後の試合となった。Jリーグでは通算26試合4ゴールの成績に終わった。1997年にはJOMOカップに外国籍選手選抜の一員として先発出場した。名古屋退団後はブラジル国内のチームを渡り歩き、39歳までプレー、2004年に現役を引退した。退団後もJリーグには強い関心を持ち、監督をしてみたいとも話している。
2018年、コンゴ代表監督に就任した。

## 個人成績
| 国内大会個人成績 | 国内大会個人成績 | 国内大会個人成績 | 国内大会個人成績 | 国内大会個人成績 | 国内大会個人成績 | 国内大会個人成績 | 国内大会個人成績 | 国内大会個人成績 | 国内大会個人成績 | 国内大会個人成績 | 国内大会個人成績 |
| 年度             | クラブ           | 背番号           | リーグ           | リーグ戦         | リーグ戦         | リーグ杯         | リーグ杯         | オープン杯       | オープン杯       | 期間通算         | 期間通算         |
| 年度             | クラブ           | 背番号           | リーグ           | 出場             | 得点             | 出場             | 得点             | 出場             | 得点             | 出場             | 得点             |
| 日本             | 日本             | 日本             | 日本             | リーグ戦         | リーグ戦         | リーグ杯         | リーグ杯         | 天皇杯           | 天皇杯           | 期間通算         | 期間通算         |
| ---------------- | ---------------- | ---------------- | ---------------- | ---------------- | ---------------- | ---------------- | ---------------- | ---------------- | ---------------- | ---------------- | ---------------- |
| 1997             | 名古屋           | 34               | J                | 16               | 2                | 4                | 1                | 1                | 0                | 21               | 2                |
| 1998             | 名古屋           | 7                | J                | 10               | 2                | 4                | 1                | 0                | 0                | 14               | 3                |
| 通算             | 日本             | 日本             | J                | 26               | 4                | 8                | 2                | 1                | 0                | 35               | 5                |
| 総通算           | 総通算           | 総通算           | 総通算           | 26               | 4                | 8                | 2                | 1                | 0                | 35               | 5                |

## 代表歴
- 1987年 - 1993年 ブラジル代表
  - 1986年 - FIFAワールドカップ
  - 1987年 - コパ・アメリカ
  - 1988年 - ソウルオリンピック (銀メダル)
  - 1989年 - コパ・アメリカ (優勝)
  - 1990年 - 1990 FIFAワールドカップ

### 試合数
- 国際Aマッチ 45試合 4得点（1987年-1993年）[10]

| ブラジル代表 | 国際Aマッチ | 国際Aマッチ |
| 年           | 出場        | 得点        |
| ------------ | ----------- | ----------- |
| 1987         | 11          | 4           |
| 1988         | 6           | 0           |
| 1989         | 17          | 0           |
| 1990         | 7           | 0           |
| 1991         | 0           | 0           |
| 1992         | 2           | 0           |
| 1993         | 2           | 0           |
| 通算         | 45          | 4           |